# Ionische Inseln (griechische Region)
Die Region der Ionischen Inseln (griechisch Ιόνια Νησιά Iónia Nisiá) ist mit rund 2300 km² die kleinste der 13 Regionen (Ez. περιφέρεια periféria) Griechenlands. Sie besteht aus den nördlichen, vor der Westküste Griechenlands gelegenen Inseln der gleichnamigen Inselgruppe im Ionischen Meer, darunter auch die Diapontischen Inseln, die Inselgruppen der Strofades, Tilevoides und Echinaden. Als einzige Region Griechenlands waren die Ionischen Inseln nie Teil des Osmanischen Reichs, sondern standen als Kolonie der Republik Venedig vor allem unter italienischem Einfluss. Die Inseln gehören seit 1864 zu Griechenland, Hauptstadt ist die Stadt Korfu auf der gleichnamigen Insel.

## Geschichte
Hauptartikel Geschichte der Ionischen Inseln
Bis 1797 gehörten die Inseln zur Republik Venedig. Dann wurden sie vom napoleonischen Frankreich erobert, für kurze Zeit durch eine russisch-türkische Flotte eingenommen und zum gemeinsamen Protektorat Russlands und des Osmanischen Reiches erklärt (bis 1807), bis sie wiederum von Frankreich besetzt wurden. 1809 übernahmen die Briten die Macht. Unter ihrem Protektorat wurde aus den Inseln zusammen mit Kythira und Andikythira die Republik der Ionischen Inseln gebildet. 1864 traten die Ionischen Inseln nach einer Abstimmung im Parlament dem griechischen Staat bei.

## Gliederung

Flagge der Republik der Ionischen Inseln mit venezianischem Markuslöwe. Die Flagge wird als inoffizielle Flagge der Region verwendet

Analog zu den anderen Gebieten des modernen Griechenland wurden die Ionischen Inseln 1864 in Präfekturen (Ez. νομός nomós) und Provinzen (Ez. επαρχία eparchía) gegliedert. 1866 wurde die Provinz Kythira Lakonien zugesprochen, 1972 der Region Attika.
Die Einteilung in Präfekturen wechselte des Öfteren im Lauf der Geschichte; im Jahr 2010 bestand die Region aus den Präfekturen Kerkyra, Lefkada, Kefallinia sowie Zakynthos.
Anlässlich der Verwaltungsreform 2010 wurde die Gebietskörperschaft der Präfektur abgeschafft, und die Region erhielt mehr Kompetenzen zur Selbstverwaltung. An die Stelle der Präfekturen traten sogenannte Regionalbezirke (Ez. περιφερειακή ενότητα periferiakí enótita), die proportional zu ihrer Einwohnerzahl eine bestimmte Anzahl Abgeordneter in den 35-köpfigen Regionalrat entsenden, darüber hinaus aber keine politische Bedeutung mehr haben. Sie entsprechen den bisherigen Präfekturen Korfu, Lefkada und Zakynthos, einzig die ehemalige Präfektur Kefalonia gliedert sich in die Regionalbezirke Kefalonia und Ithaka. Gleichzeitig wurde die Zahl der Gemeinden der Ionischen Inseln 2011 durch Zusammenschlüsse von 39 auf 7 reduziert, seit einer Überarbeitung 2019 der Gebietszuschnitte auf 11 Gemeinden erhöht. 
| Regionalbezirk  | Einwohner 2011 | Einwohner 2021 | Sitze | Gemeinden                                                               |
| --------------- | -------------- | -------------- | ----- | ----------------------------------------------------------------------- |
| Ithaka          | 3.231          | 2.862          | 1     | Ithaka                                                                  |
| Kefallinia      | 35.801         | 36.064         | 6     | Argostoli, Lixouri, Sami                                                |
| Kerkyra         | 104.371        | 101.600        | 17    | Kendriki Kerkyra ke Diapondia Nisia, Notia Kerkyra, Voria Kerkyra, Paxi |
| Lefkada         | 23.693         | 22.826         | 4     | Lefkada, Meganisi                                                       |
| Zakynthos       | 40.759         | 41.180         | 7     | Zakynthos                                                               |
| Ionische Inseln | 207.855        | 204.532        | 35    |                                                                         |

## Bildung
Mit der Ionischen Universität und der TEI Ionion Nison (FH) verfügt die Region über zwei höheren Bildungseinrichtungen. Bekannt sind die inseln jedoch für die zahlreichen Konservatorien, die in der Tradition der sogenannten Ionischen Schule stehen und wesentlich die musikalische Bildung im Land geprägt haben.

## Wirtschaft
Im Vergleich mit dem BIP der EU ausgedrückt in Kaufkraftstandards erreichen die Ionischen Inseln einen Index von 74.6 (EU-25:100) (2003). Im Jahr 2017 betrug die Arbeitslosenquote 19,6 %.